# Отворено првенство Халеа
Отворено првенство Халеа је тениски турнир за мушкарце у немачком граду Халеу. Одржава се од 1993. године на отвореним теренима са травнатом подлогом. Турнир је био део АТП Интернационалне серије, а у складу са променама АТП-а 2009, постао је део серије турнира АТП 250. Од 2015. године турнир је прешао у вишу категорију – АТП 500.
Главни спонзор турнира, немачка модна компанија Gerry Weber, услед финансијских проблема на почетку 2019. обуставила је своје спонзорство. У јуну 2019, неколико дана пре почетка 27. издања, организатори су саопштили име новог спонзора па ће се турнир убудуће звати Noventi Open.
Централни терен (OWL арена) је мултифункционална арена са покретним кровом и прима 11.500 гледалаца.
Швајцарац Роџер Федерер освојио је рекордних десет титула у појединачној конкуренцији.

## Протекла финала

### Појединачно
| Година                         | Победник                              | Финалиста                             | Резултат                              |
| ------------------------------ | ------------------------------------- | ------------------------------------- | ------------------------------------- |
| ↓ АТП Светска серија ↓         |                                       |                                       |                                       |
| 1993.                          | Анри Леконт                           | Андреј Медведев                       | 6:2, 6:3                              |
| 1994.                          | Михаел Штих                           | Магнус Ларсон                         | 6:4, 4:6, 6:3                         |
| 1995.                          | Марк Росе                             | Михаел Штих                           | 3:6, 7:6(13:11), 7:6(10:8)            |
| 1996.                          | Никлас Култи                          | Јевгениј Кафељников                   | 6:7(5:7), 6:3, 6:4                    |
| 1997.                          | Јевгениј Кафељников                   | Петр Корда                            | 7:6(7:2), 6:7(5:7), 7:6(9:7)          |
| 1998.                          | Јевгениј Кафељников (2)               | Магнус Ларсон                         | 6:4, 6:4                              |
| 1999.                          | Никола Кифер                          | Никлас Култи                          | 6:3, 6:2                              |
| ↓ АТП Интернационална серија ↓ |                                       |                                       |                                       |
| 2000.                          | Давид Принозил                        | Рихард Крајичек                       | 6:3, 6:2                              |
| 2001.                          | Томас Јохансон                        | Фабрис Санторо                        | 6:3, 6:7(5:7), 6:2                    |
| 2002.                          | Јевгениј Кафељников (3)               | Никола Кифер                          | 2:6, 6:4, 6:4                         |
| 2003.                          | Роџер Федерер                         | Никола Кифер                          | 6:1, 6:3                              |
| 2004.                          | Роџер Федерер (2)                     | Марди Фиш                             | 6:0, 6:3                              |
| 2005.                          | Роџер Федерер (3)                     | Марат Сафин                           | 6:4, 6:7(6:8), 6:4                    |
| 2006.                          | Роџер Федерер (4)                     | Томаш Бердих                          | 6:0, 6:7(4:7), 6:2                    |
| 2007.                          | Томаш Бердих                          | Маркос Багдатис                       | 7:5, 6:4                              |
| 2008.                          | Роџер Федерер (5)                     | Филип Колшрајбер                      | 6:3, 6:4                              |
| ↓ АТП 250 ↓                    |                                       |                                       |                                       |
| 2009.                          | Томи Хас                              | Новак Ђоковић                         | 6:3, 6:7(4:7), 6:1                    |
| 2010.                          | Лејтон Хјуит                          | Роџер Федерер                         | 3:6, 7:6(7:4), 6:4                    |
| 2011.                          | Филип Колшрајбер                      | Филип Печнер                          | 7:6(7:5), 2:0 (предаја)               |
| 2012.                          | Томи Хас (2)                          | Роџер Федерер                         | 7:6(7:5), 6:4                         |
| 2013.                          | Роџер Федерер (6)                     | Михаил Јужни                          | 6:7(5:7), 6:3, 6:4                    |
| 2014.                          | Роџер Федерер (7)                     | Алехандро Фаља                        | 7:6(7:2), 7:6(7:3)                    |
| ↓ АТП 500 ↓                    |                                       |                                       |                                       |
| 2015.                          | Роџер Федерер (8)                     | Андреас Сепи                          | 7:6(7:1), 6:4                         |
| 2016.                          | Флоријан Мајер                        | Александар Зверев                     | 6:2, 5:7, 6:3                         |
| 2017.                          | Роџер Федерер (9)                     | Александар Зверев                     | 6:1, 6:3                              |
| 2018.                          | Борна Ћорић                           | Роџер Федерер                         | 7:6(8:6), 3:6, 6:2                    |
| 2019.                          | Роџер Федерер (10)                    | Давид Гофен                           | 7:6(7:2), 6:1                         |
| 2020.                          | није играно — пандемија вируса корона | није играно — пандемија вируса корона | није играно — пандемија вируса корона |
| 2021.                          | Иго Имбер                             | Андреј Рубљов                         | 6:3, 7:6(7:4)                         |
| 2022.                          | Хуберт Хуркач                         | Данил Медведев                        | 6:1, 6:4                              |
| 2023.                          | Александар Бублик                     | Андреј Рубљов                         | 6:3, 3:6, 6:3                         |

### Парови
| Година                         | Победници                                 | Финалисти                             | Резултат                              |
| ------------------------------ | ----------------------------------------- | ------------------------------------- | ------------------------------------- |
| ↓ АТП Светска серија ↓         |                                           |                                       |                                       |
| 1993.                          | Петр Корда Цирил Сук                      | Мајк Бауер Марк-Кевин Гелнер          | 7:6, 5:7, 6:3                         |
| 1994.                          | Оливије Делетр Ги Форже                   | Анри Леконт Гари Мулер                | 6:4, 6:7, 6:4                         |
| 1995.                          | Јако Елтинг Паул Хархојс                  | Јевгениј Кафељников Андреј Ољховски   | 6:2, 3:6, 6:3                         |
| 1996.                          | Бајрон Блек Грант Конел                   | Јевгениј Кафељников Данијел Вацек     | 6:1, 7:5                              |
| 1997.                          | Карстен Браш Михаел Штих                  | Дејвид Адамс Маријус Барнард          | 7:6, 6:3                              |
| 1998.                          | Елис Фереира Рик Лич                      | Џон-Лафни де Јагер Марк-Кевин Гелнер  | 4:6, 6:4, 7:6                         |
| 1999.                          | Јонас Бјеркман Патрик Рафтер              | Паул Хархојс Џаред Палмер             | 6:3, 7:5                              |
| ↓ АТП Интернационална серија ↓ |                                           |                                       |                                       |
| 2000.                          | Никлас Култи Микаел Тилстрем              | Махеш Бупати Давид Принозил           | 7:6(7:4), 7:6(7:4)                    |
| 2001.                          | Данијел Нестор Сандон Стол                | Макс Мирни Патрик Рафтер              | 6:4, 6:7(5:7), 6:1                    |
| 2002.                          | Давид Принозил Давид Рикл                 | Јонас Бјеркман Тод Вудбриџ            | 4:6, 7:6(7:5), 7:5                    |
| 2003.                          | Јонас Бјеркман (2) Тод Вудбриџ            | Мартин Дам Цирил Сук                  | 6:3, 6:4                              |
| 2004.                          | Леандер Паес Давид Рикл (2)               | Томаш Цибулец Петр Пала               | 6:2, 7:5                              |
| 2005.                          | Иве Алегро Роџер Федерер                  | Јоаким Јохансон Марат Сафин           | 7:5, 6:7(6:8), 6:3                    |
| 2006.                          | Фабрис Санторо Ненад Зимоњић              | Михаел Колман Рајнер Шитлер           | 6:0, 6:4                              |
| 2007.                          | Симон Аспелин Јулијан Ноул                | Фабрис Санторо Ненад Зимоњић          | 6:4, 7:6(7:5)                         |
| 2008.                          | Михаил Јужни Миша Зверев                  | Лукаш Длоухи Леандер Паес             | 3:6, 6:4, [10:3]                      |
| ↓ АТП 250 ↓                    |                                           |                                       |                                       |
| 2009.                          | Кристофер Кас Филип Колшрајбер            | Андреас Бек Марко Кјудинели           | 6:3, 6:4                              |
| 2010.                          | Сергиј Стаховски Михаил Јужни (2)         | Мартин Дам Филип Полашек              | 4:6, 7:5, [10:7]                      |
| 2011.                          | Рохан Бопана Ајсам-ул-Хак Куреши          | Робин Хасе Милош Раонић               | 7:6(10:8), 3:6, [11:9]                |
| 2012.                          | Ајсам-ул-Хак Куреши (2) Жан-Жилијен Ројер | Трит Хјуи Скот Липски                 | 6:3, 6:4                              |
| 2013.                          | Сантијаго Гонзалез Скот Липски            | Данијеле Брачали Јонатан Ерлих        | 6:2, 7:6(7:3)                         |
| 2014.                          | Андре Бегеман Јулијан Ноул (2)            | Марко Кјудинели Роџер Федерер         | 1:6, 7:5, [12:10]                     |
| ↓ АТП 500 ↓                    |                                           |                                       |                                       |
| 2015.                          | Равен Класен Раџив Рам                    | Рохан Бопана Флорин Мерђа             | 7:6(7:5), 6:2                         |
| 2016.                          | Равен Класен (2) Раџив Рам (2)            | Лукаш Кубот Александер Пеја           | 7:6(7:5), 6:2                         |
| 2017.                          | Лукаш Кубот Марсело Мело                  | Миша Зверев Александар Зверев         | 5:7, 6:3, [10:8]                      |
| 2018.                          | Лукаш Кубот (2) Марсело Мело (2)          | Миша Зверев Александар Зверев         | 7:6(7:1), 6:4                         |
| 2019.                          | Равен Класен (3) Мајкл Винус              | Лукаш Кубот Марсело Мело              | 4:6, 6:3, [10:4]                      |
| 2020.                          | није играно — пандемија вируса корона     | није играно — пандемија вируса корона | није играно — пандемија вируса корона |
| 2021.                          | Кевин Кравиц Орија Текау                  | Феликс Оже-Алијасим Хуберт Хуркач     | 7:6(7:4), 6:4                         |
| 2022.                          | Орасио Зебаљос Марсел Гранољерс           | Тим Пуц Мајкл Винус                   | 6:4, 6:7(5:7), [14:12]                |
| 2023.                          | Марсело Мело (3) Џон Пирс                 | Симоне Болели Андреа Вавасори         | 7:6(7:3), 3:6, [10:6]                 |

## Рекорди

### Највише титула у појединачној конкуренцији
- Роџер Федерер: 10 (2003–2006, 2008, 2013–2015, 2017, 2019)

### Највише титула у конкуренцији парова
- Равен Класен: 3 (2015, 2016, 2019)

### Најстарији победник у појединачној конкуренцији
- Роџер Федерер: 2019. (37 година и 10 месеци)

### Најмлађи победник у појединачној конкуренцији
- Борна Ћорић: 2018. (21 година и 7 месеци)

### Највише рангирани шампион
- Роџер Федерер: 1. место на АТП листи (2004–2006, 2008)

### Најниже рангирани шампион
- Флоријан Мајер: 2016. (192. место на АТП листи)

### Највише добијених мечева
- Роџер Федерер: 68

Извор: